# Tsunami : Terreur en mer du Nord
Tsunami : Terreur en mer du Nord (Tsunami) est un téléfilm allemand réalisé par Winnie Oelsner, diffusé en 2005.

## Synopsis
Une importante plateforme pétrolière est en activité dans la mer du Nord. Or, un groupe de scientifiques découvre que l'exploitation de cette zone pourrait créer un raz-de-marée et met donc en garde la compagnie. Le manque de considération de la part de cette dernière provoque un tsunami qui menace la vie de milliers de citoyens.

## Distribution
- Kristian Kiehling (VF : Bruno Choël) : Yann
- Anja Knauer (VF : Sybille Tureau) : Vanessa Schweiger
- Dan van Husen (VF : Patrick Préjean) : Kramlick
- Christoph Hagen Dittmann (VF : Patrick Borg) : Jérôme Spengler
- Susanne Hoss (VF : Laurence Dourlens) : Franka
- Charlie Rinn (VF : Jacques Brunet) : Henri Duis
- Lars Gärtner (VF : Constantin Pappas) : Christian Wieland
- Dieter Montag : Auguste Fenske
- Evelyn Meyka (VF : Monique Thierry) : Gertrud Fenske
- Ingo Naujoks (VF : Patrick Béthune) : Roger